# Nils Erik Sellert
Nils Erik Zeller Sellert, född 21 augusti 1918 i Lund, död 13 juli 2006, var en svensk jurist som var lagman i Lunds tingsrätt från 1977 till 1980.
Sellert blev juris kandidat vid Lunds universitet 1944 och genomförde tingstjänstgöring 1944–1947 innan han 1947 blev fiskal vid hovrätten över Skåne och Blekinge. Han var rådman i Malmö rådhusrätt 1965–1971 och i Malmö tingsrätt 1971–1977 samt 1980–1983. Han var lagman i Lunds tingsrätt 1977–1980.
Sellert var son till bankkassör Hugo Andersson och hans maka Edit, född Månsson. Han var från 1948 gift med Anne-Marie, sjuksköterska, född Wahlström 1922.